# Gmina związkowa Lauterecken
Gmina związkowa Lauterecken (niem. Verbandsgemeinde Lauterecken) – dawna gmina związkowa w Niemczech, w kraju związkowym Nadrenia-Palatynat, w powiecie Kusel. Siedziba gminy związkowej znajdowała się w mieście Lauterecken. 1 lipca 2014 gminę związkową połączono z gminą związkową Wolfstein tworząc w ten sposób nową gminę związkową Lauterecken-Wolfstein.

## Podział administracyjny
Gmina związkowa zrzeszała 26 gmin, w tym jedną gminę miejską (Stadt) oraz 25 gmin wiejskich:
1. Adenbach
2. Buborn
3. Cronenberg
4. Deimberg
5. Ginsweiler
6. Glanbrücken
7. Grumbach
8. Hausweiler
9. Heinzenhausen
10. Herren-Sulzbach
11. Hohenöllen
12. Homberg
13. Hoppstädten
14. Kappeln
15. Kirrweiler
16. Langweiler
17. Lauterecken
18. Lohnweiler
19. Medard
20. Merzweiler
21. Nerzweiler
22. Odenbach
23. Offenbach-Hundheim
24. Sankt Julian
25. Unterjeckenbach
26. Wiesweiler